# Haiove, Kobeleakî
Haiove (în ucraineană Гайове) este un sat în comuna Krasne din raionul Kobeleakî, regiunea Poltava, Ucraina.

## Demografie
Componența lingvistică a localității Haiove
     Ucraineană (91,89%)
     Rusă (6,08%)
     Alte limbi (0,68%)
Conform recensământului din 2001, majoritatea populației localității Haiove era vorbitoare de ucraineană (91,89%), existând în minoritate și vorbitori de rusă (6,08%).